# Condado de Santibáñez del Río
El Condado de Santibáñez del Río es un título nobiliario español, creado por el rey Carlos II el 24 de octubre de 1689 con el vizcondado previo de Santibáñez, a favor de Diego Godínez Brochero y Solís, en atención a los servicios prestados por sus antepasados.
Su denominación hace referencia a la localidad de Santibáñez del Río (Salamanca).

## Condes de Santibáñez del Río
|                        | Titular                                              | Periodo                |
| Creación por Carlos II | Creación por Carlos II                               | Creación por Carlos II |
| ---------------------- | ---------------------------------------------------- | ---------------------- |
| I                      | Diego Godínez Brochero y Solís                       | 1689-                  |
| II                     | Francisco Antonio Godinez Brochero y Solís           | ? -1713                |
| III                    | Esteban Bonifaz Escobedo Godínez y Brochero          | 1735-?                 |
| IV                     |                                                      |                        |
| V                      | Gonzalo de Artacho y Ayala                           |                        |
| VI                     | María de la Fuenciscla Artacho y Suárez              | -1844                  |
| VII                    | Domingo de Chaves-Girón y Artacho                    | 1851-1870              |
| VIII                   | Francisco de Paula de Chaves y Artacho               |                        |
| IX                     | Francisco de Paula (Juan Climaco) Chaves y Centurión | 1848-1854              |
| X                      | María del Rosario Chaves y Armada                    | 1877-1883              |
| XI                     | Francisco de Paula Chaves y Armada                   | 1886-1910              |
| XII                    | Fernando Gallego de Chaves y Calleja                 | 1914-1973              |
| XIII                   | María Cristina Gallego de Chaves y Escudero          | 1973-1987              |
| XIV                    | Cristina Meneses de Orozco y Gallego de Chaves       | 1988-actual titular    |

## Historia de los Condes de Santibáñez del Río
- Diego Godínez Brochero y Solís, I conde de Santibáñez del Río. Le sucedió su hijo.

- Francisco Antonio Godinez Brochero y Solís (f. en 1713), II conde de Santibáñez del Río. Le sucedió su sobrino.

- Esteban Bonifaz Escobedo Godínez y Brochero III conde de Santibáñez del Río

- Gonzalo de Artacho y Ayala, V conde de Santibáñez del Río. Le sucedió su hija.

1. Casado con Micaela de Chaves y Contreras.

- María de la Fuencisla Artacho y Contreras (1769-1844), VI condesa de Santibáñez del Río. Le sucedió su hijo.

1. casó con Victorino de Chaves y Contreras (1765-1845), IV marqués de Quintanar

- Domingo de Chaves-Girón y Artacho (1801-1870), VII conde de Santibáñez del Río, I marqués de Velagómez. Le sucedió su hermano.

- Francisco de Paula de Chaves y Artacho (1798-1833), VIII conde de Santibáñez del Río. Le sucedió su hijo.

1. Casó con María Teresa Centurión y Orovio.

- Francisco de Paula (Juan Climaco) Chaves y Centurión (1821-1854), IX conde de Santibáñez del Río, V marqués de Quintanar. Le sucedió su hijo.

1. Casado con María de la Paz Armada ( ¿? -1846).

- Francisco de Paula Chaves y Armada (1844-1910), X conde de Santibáñez del Río, VI marqués de Quintanar. Sin sucesión, le sucedió su hermana.

- María del Rosario Teresa Chaves y Armada (1846-1883), XI condesa de Santibáñez del Río. Religiosa, sin descendencia, le sucedió su primo lejano.

- Fernando Gallego de Chaves y Calleja (1889-1976), XII conde de Santibáñez del Río, VIII marqués de Quintanar. Le sucedió su hija.

1. Casó con Elena Escudero y Ohaco.

- María Cristina Gallego de Chaves y Escudero, XIII condesa de Santibáñez del Río. Le sucedió su hija.

1. Casó con José Bernardo de Meneses Orozco y  Orozco, VII marqués de San Juan de Buenavista, XIII marqués de la Rambla.

- Cristina Meneses de Orozco y Gallego de Chaves (N. en 1964), XIV condesa de Santibáñez del Río.

1. Casada con José María Loring y Martinez de Irujo (N. en 1954).